# Estadio Víctor Jara
El Estadio Víctor Jara, conocido hasta 2003 como Estadio Chile, es un complejo deportivo chileno situado en la ciudad de Santiago. Recibió su nombre actual como homenaje al cantautor Víctor Jara, quien fue torturado y asesinado por soldados del Ejército en uno de los vestidores de este recinto, pocos días después del golpe de Estado del 11 de septiembre de 1973. El último poema-canción del cantautor titulado Somos cinco mil, o Estadio Chile, fue escrito durante su detención.

## Orígenes
El Estadio Chile fue inaugurado en 1969, siendo el primer recinto deportivo techado del país; su construcción es obra del arquitecto Mario Recordón Burnier, con la colaboración del arquitecto Jorge Patiño. En el recinto se realizó entre 1969 a 1971 el Festival de la Nueva canción chilena, donde en 1969 Víctor Jara obtuvo el primer lugar con la canción "Plegaria a un labrador". En 1970 se estrenó la Cantata Santa María de Iquique, de Luis Advis, que fue interpretada por Quilapayún.

## Centro de detención política
Luego del Golpe de Estado del 11 de septiembre de 1973, que derrocó al presidente Salvador Allende, el estadio se utilizó como centro de detención y torturas; el 12 de septiembre siendo trasladados a sus instalaciones los primeros 600 prisioneros políticos, procedentes de la Universidad Técnica del Estado. El 16 de septiembre, fue asesinado el cantautor Víctor Jara, luego de ser sometido a sesiones de tortura por parte de funcionarios del Ejército de Chile.

## Descripción

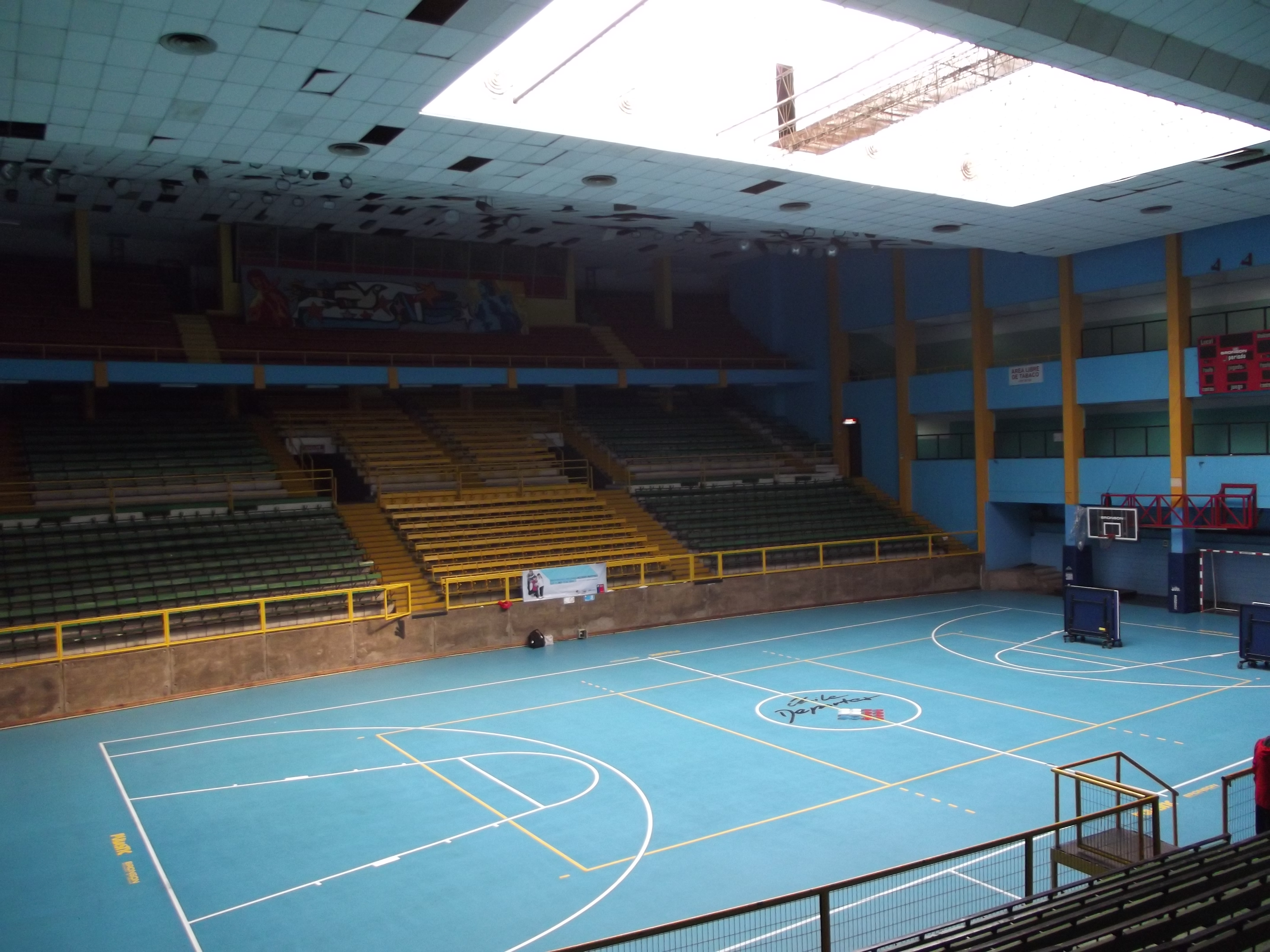
Interior del Estadio Víctor Jara.

Cuenta con una pista de pulastic en la que se puede practicar baloncesto, fútbol sala y voleibol. También se han llevado a cabo campeonatos internacionales de tenis de mesa, y en el pasado fue usado para practicar boxeo. Además, cuenta con una residencia deportiva que puede albergar hasta 185 deportistas.

### Eventos
Ha sido empleado para realizar eventos culturales, como conciertos; que tuvieron fuerte apogeo a mediados de los años 1980 hasta comienzos de los años 2000, cayendo casi en desuso debido a apariciones de nuevas localidades en la capital. Pero en 2018, a través de la Fundación Víctor Jara, se impulsó de forma anual el Festival Arte & Memoria Víctor Jara; con el fin de recuperar el recinto para actividades artísticas. Pese a aquel hiato, cuenta con una rica variedad de números que se han presentado, destacando la variedad de estilos, nacionales como internacionales; de estos últimos muchos de ellos llegando por primera vez al país:
- Al Di Meola (1988)
- Mecano (1992)
- A.N.I.M.A.L. (1999)
- A-ha (1991)
- Los Prisioneros (1986, 1987, 1991)
- Alan Parsons (1997)
- Alejandro Sanz (1998)
- Alejandro Silva (2002-03, 2006)
- Arch Enemy (1999)
- Attaque 77 (1997, 2000, 2007)
- Bad Religion (2001)
- Barón Rojo (2000)
- BBS Paranoicos (1999, 2001-02, 2008)
- Bersuit Vergarabat (1999, 2001)
- Biohazard (2001)
- Blind Guardian (2002)
- Cannibal Corpse (1997)
- Chancho en Piedra (2003, 2005, 2006, 2007)
- Charly García (1985-86, 1993, 1996, 2002, 2004)
- Chick Corea (1990, 1994)
- Congreso (2002, 2018)
- Criminal (1992, 1997)
- Cristian Castro (2006)
- Cultura Profética (2007)
- Danzig (2003)
- David Byrne (1990, 2004)
- De Saloon (2005)
- Dead Kennedys (2001)
- Deftones (2001)
- Destruction (2000)
- Difuntos Correa (2005)
- Dio (2004, 2006)
- Dirty Rotten Imbeciles (2002)
- Divididos (1996, 2003)
- Dorso (1998)
- Edguy (2006)
- El Último Ke Zierre (2005-06)
- Emerson, Lake & Palmer (1993, 1997)
- Fish (2005)
- Fiskales Ad-Hok (2002, 2005 — 2008, 2019)
- Fito Páez (1993)
- Flema (2009)
- GIT (1986)
- Gondwana (2000)
- Gustavo Cerati (2003)
- HammerFall (1999, 2003)
- Hanson (2000)
- Hate Eternal (2009)
- Helloween (2001)
- Ilegales (2002)
- Illapu (2001, 2017, 2019)
- Immortal (2000)
- Inti-Illimani (1999, 2001, 2017, 2019)
- Iron Butterfly (2002)
- James Brown (1997)
- Jean-Luc Ponty (1988)
- Jethro Tull (1993, 1996)
- Joe Satriani (2000)
- Jon Anderson (1993)
- Kings of Leon (2005)
- Kraftwerk (2004)
- Kreator (1992, 1998)
- La Polla Records (2000)
- La Renga (2002, 2004)
- Lacrimosa (2004, 2007)
- Living Colour (1993)
- Los Bunkers (2002-03, 2005)
- Los Cafres (2007)
- Los Jaivas (1990, 2004, 2019)
- Los Miserables (1997,1999, 2002, 2019)
- Los Mox (2003)
- Los Muertos de Cristo (2007)
- Los Prisioneros (1986, 1990, 2002-03)
- Los Tres (1997, 2008)
- D'latin Sound (1999)
- Los Vásquez (2019)
- Lou Reed (2000)
- Lucybell (1999, 2005)
- Luis Miguel (1986)
- Mägo de Oz (2004-05)
- Mambrú (2003)
- Manuel García (2008-09, 2018-19)
- Marillion (1997)
- Mark Farner (2000)
- Megadeth (1994, 1998)
- Mercedes Sosa (2000, 2002)
- Mercyful Fate (1998)
- Miguel Bosé (1996)
- Millencolin (2006)
- Misfits (1998, 2001,2008)
- Molotov (2003)
- Moonspell (1998)
- Morbid Angel (2009)
- Morrissey (2000)
- Motörhead (2007)
- Nano Stern (2018-19)
- Napalm Death (1997)
- New Found Glory (2008)
- Nubeluz (1993)
- Pascuala Ilabaca (2019)
- Pat Metheny (1996)
- Pedro Aznar (2019)
- Pet Shop Boys (1994)
- Poison (1993)
- Quique Neira (2005)
- Ráfaga (1999)
- Raphael (2001)
- Rare Earth (2002)
- Rata Blanca (2000, 2002-03)
- Reik (2006)
- Reincidentes (2006)
- Rékiem (1998, 2001)
- Ricardo Arjona (1995,1997)
- Rick Wakeman (1993, 2000)
- Riff (1990)
- Roberto Bravo (2019)
- Saiko (2006-2007)
- Salvatore Adamo (2003)
- Santaferia (2019)
- Sexual Democracia (2002)
- Shaman (2003)
- Simple Minds (1995)
- Silvio Rodríguez (2005)
- Sinergia (2005)
- Ska-P (2002-03)
- Skalariak (2006-07)
- Soda Stereo (1986-87)
- Sol y Lluvia (1999-00,2005,2019)
- Steel Pulse (2005)
- Steve Vai (2000)
- Stratovarius (2000)
- Tears for Fears (1996)
- Technotronic (1991)
- Testament (1998)
- The Casualties (2007)
- The Haunted (2000)
- The Rasmus (2006)
- The Strokes (2005)
- The White Stripes (2005)
- Todos Tus Muertos (2006, 2008)
- Toto (1993)
- Tumulto (1985-86, 2000)
- Virus (1986)

- El 3 y 24 de junio de 1999, Ráfaga grabó dos conciertos; los cuales fueron editados en formato audio bajo el nombre de En vivo en el Estadio Chile.
- El 6 de diciembre de 2003, Chancho en Piedra se presentó en el lugar, publicándose en audio y video con el título de Chancho 6.
- El 6 y 7 de mayo de 2005, Sol y Lluvia realizó una doble función; que fue editada en audio y video como Sol y Lluvia vive!! – Desde la tierra de Víctor Jara.